# 傑羅姆鎮區 (密歇根州)
傑羅姆鎮區（英語：Jerome Township）是位於美國密歇根州密德蘭縣的一個行政鎮區。

## 地方資料
傑羅姆鎮區的面積為90.70平方千米，當中陸地面積為81.90平方千米，而水域面積為7.80平方千米。根據2020年美國人口普查的數據，當地共有人口4625人，而人口密度為每平方千米50.99人。